# 世界食文化博物館
世界食文化博物館（せかいしょくぶんかはくぶつかん）は、日本食研ホールディングスが運営する世界の食文化に関する企業博物館である。

## 概要
日本食研の創立30周年を記念して、2002年1月に愛媛県今治市の愛媛本社10階にオープン。世界各地の食文化を学習できる国内初の“食”全般に関する博物館である。食文化の変遷から世界約100か国の伝統料理や道具、61か国の調味料など世界の食文化をあらゆる視点から紹介している。
愛媛本社ビル内にはこの他に日本食研歴史館･商品展示館が設置されている。また本社ビルに隣接するハム研究工場内には世界ハム･ソーセージ博物館、KO工場内には宮殿食文化工場が開設されている。工場や本社内に設置された博物館を見る見学ツアーには、年間2万人以上の人が訪れ、今治市の観光名所となっている。

## 入場
土曜日、日曜日、祝日、夏季･年末年始の会社休業日は休館となっており、見学予約は事前予約制となっている。また、工場敷地内の庭園は事前予約不要で土曜日・日曜日・祝日が見学可能となっている（一部見学出来ない日有り）。

## アクセス
- 予讃線今治駅よりタクシーで約15分。今治駅より瀬戸内運輸（せとうちバス）で「喜田村」停留所で下車して徒歩で約10分。
- 今治小松自動車道今治湯ノ浦インターチェンジから車で約20分。
- 西瀬戸自動車道今治北インターチェンジから車で約20分。